# 维勒讷沃 (上普罗旺斯阿尔卑斯省)
维勒讷沃（法語：Villeneuve，法語發音：[vilnœv] ⓘ）是法国上普罗旺斯阿尔卑斯省的一个市镇，位于该省西南部，属于福卡尔基耶区。

## 地理
维勒讷沃（43°53'39"N, 5°51'47"E）面积25.55 平方千米，位于法国普罗旺斯-阿尔卑斯-蓝色海岸大区上普罗旺斯阿尔卑斯省，该省份为法国东南部内陆省份，北起上阿尔卑斯省，西接沃克吕兹省，西北接德龙省，南至瓦尔省，东临滨海阿尔卑斯省，东北部与意大利接壤。
与维勒讷沃接壤的市镇（或旧市镇、城区）包括：拉布里亚讷、福卡尔基耶、尼奥泽勒、奥赖松、圣迈姆、瓦朗索勒、沃尔克斯。

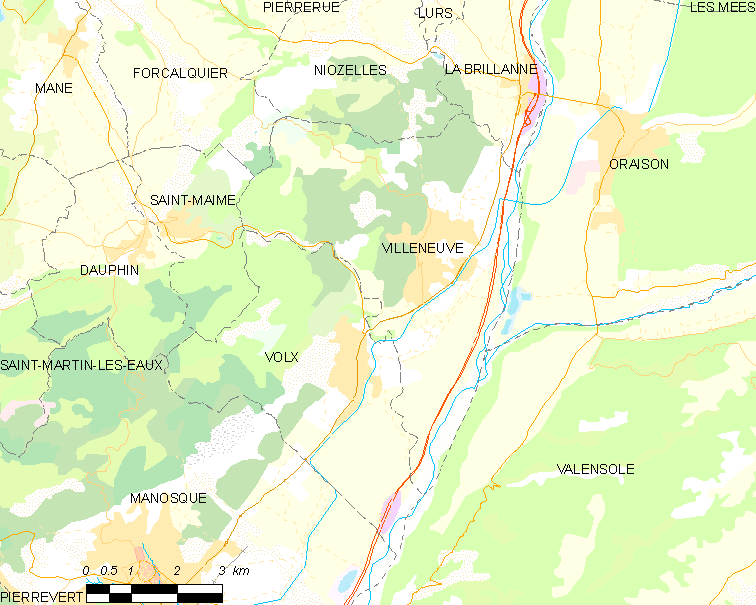
的OSM定位图

维勒讷沃的时区为UTC+01:00、UTC+02:00（夏令时）。

## 行政
维勒讷沃的邮政编码为04180，INSEE市镇编码为04242。

## 政治
维勒讷沃所属的省级选区为奥赖松县。

## 人口

1962-2008年间人口变化图示

维勒讷沃于2022年1月1日时的人口数量为4386人。